# Nyctemera buruana
Nyctemera buruana är en fjärilsart som beskrevs av Van Eecke 1929. Nyctemera buruana ingår i släktet Nyctemera och familjen björnspinnare. Inga underarter finns listade i Catalogue of Life.